# Meriones vinogradovi
Meriones vinogradovi (Меріонес Виноградова) — вид родини мишеві (Muridae).

## Поширення
Країни поширення: Вірменія, Азербайджан, Іран, Сирія, Туреччина. Займає напівпустелі, голі гори і пустки.

## Звички
Риючий, товариський вид. Денний навесні і взимку, а влітку стає все більш нічним. Дієта складається з насіння і трав. 
Після періоду вагітності 21-23 днів, в полоні народжуються сім чи вісім дитинчат, самиці стають ставозрілими у три місяці і можуть давати до п'яти приплодів на рік.

## Загрози та охорона
У цілому немає серйозних загроз для цього виду. Цей вид присутній в багатьох природоохоронних районах.